# Benoît Falchetto
Benoît Falchetto, francoski dirkač, * 8. julij 1885, Nica, † 4. avgust 1967, Nica.
Benoît Falchetto se je rodil 8. julija 1885 italijanskem očetu. V prvi svetovni vojni se je boril kot pilot v italijanski vojski. Dirkati je začel konec dvajsetih let, v sezoni 1932 je z dirkalnikom Bugatti T35B zmagal na francoskih dirkah za Veliko nagrado Nîmesa in Veliko nagrado Antibesa. V sezoni 1933 sta skupaj s švicarskim dirkačem Louisom Braillardom ustanovila moštvo Ecurie Braillard, ki ga je financirala Louisova sestra Nelly. Z istim dirkalnikom T35B je osvojil tretji mesti na dirkah za Veliko nagrado La Baula in Veliko nagrado Albija ter peto mesto na dirki Grand Prix de Pau, nekajkrat je nastopil tudi z novejšim dirkalnikom Bugatti T51, toda vselej je odstopil. Za sezono 1934 sta kupila dirkalnika Maserati 8CM, s katerim je Falchetto zmagal na dirkah Velika nagrada Pikardije in Grand Prix de l´U.M.F. Po koncu sezone se je Braillard upokojil, toda moštvo je ostalo, nadomestil pa ga je Robert Brunet. V sezoni 1935 je nastopil le na štirih dirkah, edino uvrstitev pa je dosegel na dirki Grand Prix de Pau, po koncu sezone pa se je upokojil. Umrl je leta 1967.